# Refuge faunique national Des Lacs
Le refuge faunique national Des Lacs (anglais : Des Lacs National Wildlife Refuge), est une aire protégée relevant du National Wildlife Refuge, située au nord du Dakota du Nord, aux États-Unis.
Comme tous les Wildlife refuges, ce complexe est géré par l'United States Fish and Wildlife Service (littéralement « Service gouvernemental de la faune sauvage et de la pêche »). L'USFWS protège et contrôle ce parc qui recouvre un ensemble de lacs naturels et de marécages dans la vallée de la rivière Des Lacs. Ce parc fournit un asile pour les oiseaux aquatiques et des oiseaux de marais qui migrent à chaque saison, d'ailleurs cette zone est classée parmi les 500 plus importantes zones importantes pour la conservation des oiseaux par la BirdLife International.

## Histoire
Les premiers habitants de la région étaient les Amérindiens Assiniboines.
Le nom de cette région fut donné par les premiers trappeurs et coureurs des bois français et canadiens-français dès le milieu du XVIIe siècle. 
Pierre-Esprit Radisson qui fut un explorateur et commerçant de fourrures français installé en Nouvelle-France, explora cette région dès le milieu du XVIIe siècle en compagnie de son beau-frère Médard Chouart des Groseilliers. Ils arpentèrent les régions du lac Michigan, du lac Supérieur et arrivèrent ensuite dans le haut bassin des fleuves Mississippi et Missouri.
Le parc a été créé en 1935 pour une zone couvrant 78,9 km2.

## Géographie
Ce parc est inclus dans un complexe éponyme formé d'autres aires protégées américaines qui sont :
- Le Lake Zahl National Wildlife Refuge (en) du Crosby Wetland Management District (en)
- Le Lostwood National Wildlife Refuge
- Le Shell Lake National Wildlife Refuge du Lostwood Wetland Management District.